# Pseudophilautus dimbullae
Espèce
Synonymes
- Rhacophorus dimbullae Shreve, 1940
- Philautus dimbullae (Shreve, 1940)

Statut de conservation UICN

 EX  : Éteint
Pseudophilautus dimbullae est une espèce éteinte d'amphibiens de la famille des Rhacophoridae.

## Répartition
Cette espèce était endémique du Sri Lanka. Elle a été collectée à environ 1 500 m d'altitude à Queenwood dans l'ouest du massif Central,.

## Description
Cette espèce n'est connue que par son holotype, une femelle mature mesurant 44,8 mm.

## Étymologie
Cette espèce est nommée en référence au lieu de sa découverte, Dimbulla.

## Publication originale
- Shreve, 1940 : A new Rhacophorus and a new Philautus from Ceylon. Proceedings of the Biological Society of Washington, vol. 53, p. 105-107 (texte intégral).